# Mordellistena auricapilla
Mordellistena auricapilla es una especie de coleóptero de la familia. 

## Distribución geográfica
Habita en la República Democrática del Congo.